# Оберштурмфюрер

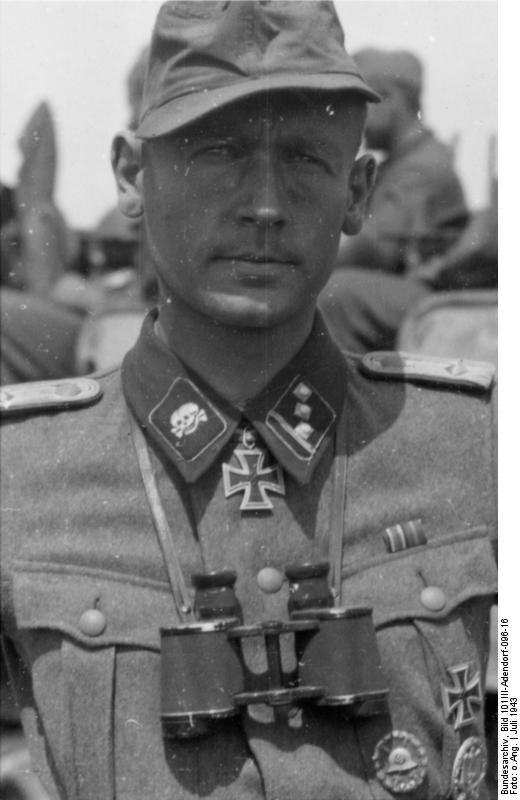
Оберштурмфюрер резерва войск СС Вальтер Герт, командир 7-й артиллерийской батареи 3-й танковой дивизии СС «Тотенкопф». Северный Харьков, Харьковская область, Украинская ССР, 1943 год.

Оберштурмфюрер (нем. Obersturmführer, сок. Ostuf) — звание в СА и СС, соответствовало званию обер-лейтенанта в вермахте. Эквивалент старшего лейтенанта (ОФ-1a) в западных вооруженных силах.
Звание возникло из названия должности заместителя руководителя штурма СС (нем. SS-Sturm). Штурм — структурная единица организации Общих СС, которую можно по численности приравнять к армейской роте — состояла из трёх или четырёх труппе (нем. SS-Truppe), по численности около взвода. Штурм территориально охватывал небольшой город, сельский район. В штурме насчитывалось от 54 до 180 человек.
В войсках СС оберштурмфюрер, как правило, занимал должность командира взвода. Военнослужащие с данным званием занимали разные штабные должности в войсках СС — офицеры для поручений, адъютанты, начальники технических служб и т. п.

## Знаки различия
| Оберштурмфюрер SS, SA, NSKK и NSFK                            |                         |                         |                         |                       |                       |                      |
| Знаки различия - Погон - Нарук. наши. (Маск. кост.) - Петлица | Schutzstaffel (нем. SS) | Schutzstaffel (нем. SS) | Schutzstaffel (нем. SS) | Штурмовые отряды (SA) | НC мех. корпус (NSKK) | НC авиакорпус (NSFK) |
| Знаки различия - Погон - Нарук. наши. (Маск. кост.) - Петлица |                         |                         |                         |                       |                       |                      |
| Знаки различия - Погон - Нарук. наши. (Маск. кост.) - Петлица | только Ваффен-СС        | только Ваффен-СС        | - Общие СС - Ваффен-СС  | Петлицы               | Петлицы               | Петлицы              |